# Сан Мартино ин Соверцано (Болоња)
Сан Мартино ин Соверцано (итал. San Martino in Soverzano) је насеље у Италији у округу Болоња, региону Емилија-Ромања.
Према процени из 2011. у насељу је живело 27 становника. Насеље се налази на надморској висини од 12 м.